# Lacam-d’Ourcet
Lacam-d’Ourcet korábbi község Franciaországban, Lot megyében. Lakosainak száma 106 fő (2018. január 1.). Lacam-d’Ourcet Gorses, Latouille-Lentillac, Sénaillac-Latronquière és Sousceyrac-en-Quercy községekkel határos.
2016. január 1-jén négy másik korábbi községgel egyesült és az így létrejött Sousceyrac-en-Quercy új község része lett.

## Népesség
A település népességének változása:
| Lakosok száma | 207  | 175  | 130  | 115  | 116  | 128  | 118  | 112  | 107  | 106  |
|               | 1962 | 1968 | 1982 | 1990 | 1999 | 2008 | 2011 | 2013 | 2017 | 2018 |